# Villstads kyrka
Villstads kyrka är en kyrkobyggnad i Villstad, i Gislaveds kommun. Den är församlingskyrka i Villstads församling i Växjö stift.

## Historia
Det finns inget exakt årtal när den första kyrkan i Villstad byggdes, men första gången den nämns i en skriftlig handling är i ett testamente från 1268. Av denna gamla romanska medeltidskyrka finns idag bara den norra långhusväggen kvar. Under årens lopp har kyrkan varit med om många ändringar och tillbyggnader särskilt på 1700-talet. Kyrkan byggdes då bland annat ut åt väster och vapenhuset uppfördes. Nästa större ombyggnation skedde under 1788–1793, detta till följd av en växande församling samt den gamla kyrkans dåliga skick. Hela södra väggen, koret, absiden samt en del av västra väggen bedömdes vara i så dåligt skick att det revs. 1793 stod den nya kyrkan färdig med torn, rödmålad takbeklädnad av ekspån samt innertak och golv av trä. Biskop Olof Wallquist invigde 1794.
Nästa större renovering utfördes under åren 1868–1874 då fönsterbrädan sänktes för att ge mer ljus och man tillverkade nya bänkar, altarring, läktarbröst och pelare. År 1891 installerades den första anordningen för uppvärmning i form av 2 varmugnar.

## Kyrkobyggnad
Natten till den 1 augusti 1910 träffades den nyrenoverade kyrkan av blixten och brann ner. Kvar fanns bara murarna. Det som var kvar av murarna återanvändes och en nyuppbyggd kyrka fanns i september 1912 och kunde invigas 10 augusti 1913. Predikstolen och altartavlan var några av de objekt som kunde räddas undan branden. Det mesta i övrigt nytillverkat i nyklassicistisk stil. Byggd i sten, spritputsad i vitt, omfattningar i slätputs. Ursprungligen rödfärgade träspån på tak och tornhuv, nu kopparplåt på huven, svartplåt på taken.

## Inventarier
- Predikstolen är tillverkad 1749 av Sven Segervall, Växjö, kompletterad med ljudtak 1871 och återställd i ursprungligt skick 1965. En tidigare predikstol såldes till Våthults kyrka och sattes upp där 1751.
- Ängel sannolikt tillverkad av Sven Segervall.
- Altartavla utförd 1719 av Sven Segervall.
- Altarmålningen, "Kristi uppståndelse", är utförd 1831 av stockholmsmålaren Per Berggren som kopia efter Fredric Westins altarmålning i Kungsholms kyrka. Omfattningen utförd efter ritning av Carl Gustaf Blom Carlsson 1829.
- Före 1831 användes ett altarskåp från gamla kyrkan som altarprydnad.

### Orgel
- 1741 byggde Lars Solberg, Norra Sandsjö en orgel med 7 stämmor.[1]  Den flyttades 1827 till Örsås kyrka.
- 1827 byggde Pehr Zacharias Strand, Stockholm en orgel med 10 stämmor.
- 1913 byggde Emil Wirell, Växjö en orgel med 19 stämmor.
- Den nuvarande mekaniska orgeln är byggd 1967 av Ingvar Johansson, Västbo Orgelbyggeri, Långaryd.

| Huvudverk I         | Svällverk II      | Pedal              | Koppel |
| Principal 8'        | Gedackt 8´        | Subbas 16´         | I/P    |
| Rörflöjt 8'         | Koppelflöjt 4'    | Principal 8´       | II/P   |
| Oktava 4'           | Kvintadena 4'     | Nachthorn 4'       | II/I   |
| Spetsflöjt 4'       | Principal 2'      | Rauschkvint 3 chor |        |
| Oktava 2'           | Gedadcktflöjt 2'  | Fagott 16'         |        |
| Sesquialtera 2 chor | Kvinta 1 1/3'     |                    |        |
| Mixtur 3 chor       | Scharf 2 chor     |                    |        |
|                     | Krumhornsregal 8' |                    |        |
|                     | Crescendosvällare |                    |        |

#### Kororgel
- Den nuvarande mekaniska kororgeln är byggd 1986 av Västbo Orgelbyggeri, Långaryd.

| Huvudverk I   | Svällverk II      | Pedal      | Koppel |
| Rörflöjt 8'   | Gedackt 8´        | Subbas 16´ | I/P    |
| Principal 4'  | Rörflöjt 4'       | Borduna 8´ | II/P   |
| Waldflöjt 2'  | Principal 2'      |            | II/I   |
| Mixtur 1 1/3' | Krumhorn 8'       |            |        |
|               | Crescendosvällare |            |        |